# Boulevard Lénine
Le boulevard Lénine est l'une des principales voies de communication de Bobigny.

## Situation et accès
Le boulevard est orienté ouest-est. Commençant à la place de la Libération, il marque le point de départ de la rue du Lieutenant-Lebrun (anciennement rue du Château), et passe devant la place Gabriel-Péri. Après le carrefour de la rue de l'Union, il longe sur sa gauche la Maison de la Culture de Seine-Saint-Denis.
Il se termine à la place de l'Hôtel-de-Ville, dans le prolongement du boulevard Maurice-Thorez.

## Origine du nom

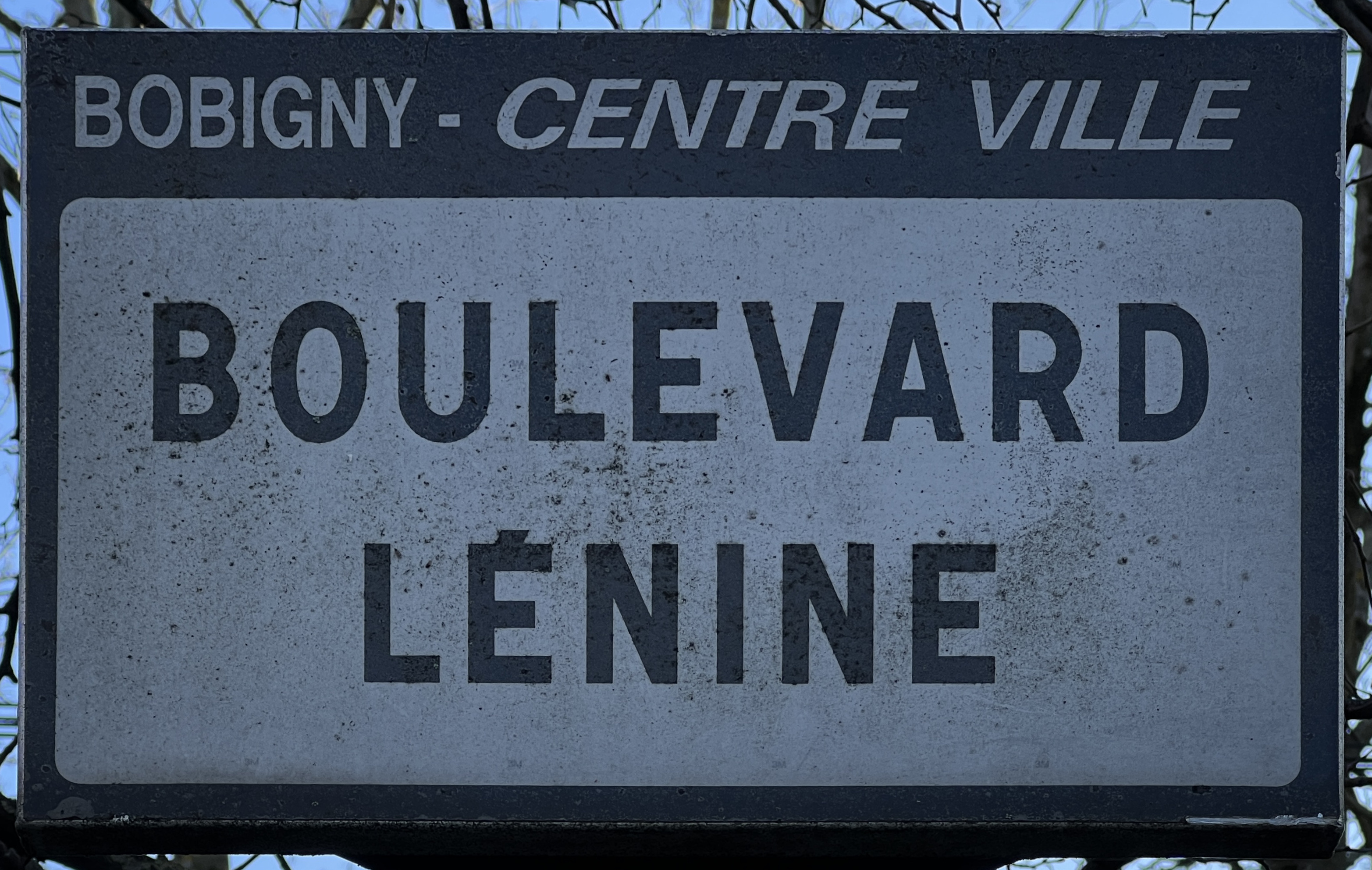
Plaque du boulevard.

Il est nommé ainsi d'après le révolutionnaire et homme d'État russe Vladimir Ilitch Lénine (1870-1924).

## Historique

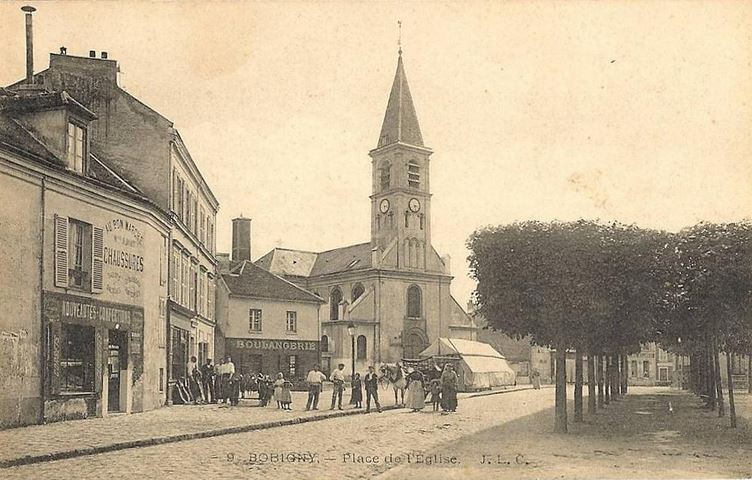
Bobigny, place de l'Église, à l'ouest.

Comme l'avenue de la Division-Leclerc à Bobigny, la rue de la République, le boulevard Maurice-Thorez et la rue Carnot, elle fait partie de l'ancien chemin de Saint-Denis à Bondy, dont le tracé est aujourd'hui suivi par la route départementale 27.
L'ancienne place de l'Église est maintenant remplacée par le parc et la rue Miriam-Makeba.

## Bâtiments remarquables et lieux de mémoire

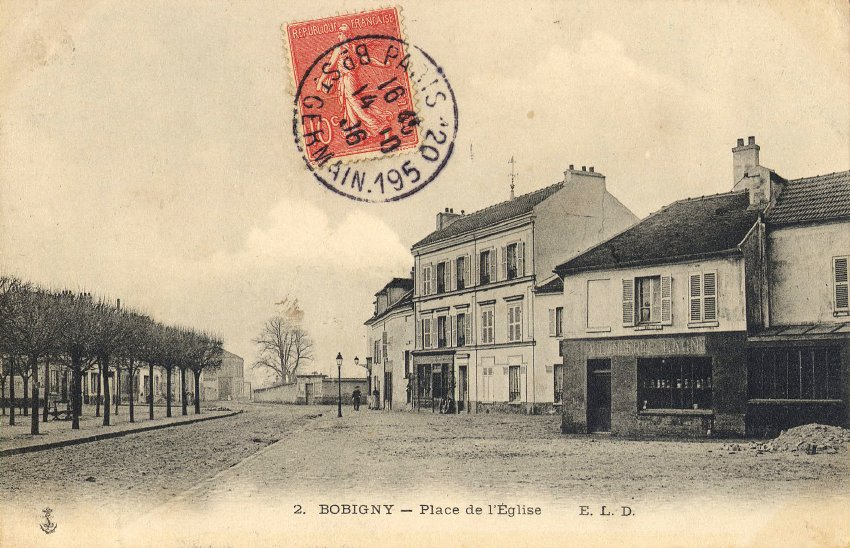
La place de l'église, vers l'est.

- MC93 Bobigny: La Maison de la Culture de Seine-Saint-Denis, salle de spectacle de la région parisienne dont l’activité principale est orientée vers le théâtre, la danse et l'opéra;
- Parc des Jardins de Bobigny et emplacement du château de Bobigny, détruit en 1970.
- Église Saint-André de Bobigny, dont l'ancien édifice est représenté, à l’est de l’enceinte du château, sur le plan de Delagrive en 1740. Un premier édifice chrétien est attesté à cet endroit en 1050[3]. Ce château, situé à l'emplacement de la place Gabriel-Péri[4], disparaîtra dans les années 70 lors de la rénovation du centre ville[5].
- Cimetière communal de Bobigny, le long de l'avenue Pierre-Semard (anciennement rue de Drancy).